# Palazzo Rovito
Palazzo Rovito es un edificio histórico noble ubicado en Ugento en la provincia de Lecce y actualmente alberga la Biblioteca Comunitaria.

## Historia
El edificio está formado por cuerpos. de edificios de diferentes épocas: el núcleo original, con un diseño del siglo XVII, fue reconstruido en parte del Palazzo di Raimondello Orsini del Balzo construido entre finales del 1300 y principios del 1500, luego destruido durante la invasión turca de 1537. En la segunda mitad del siglo XIX, cuando pasó a ser propiedad de la familia Rovito, el palacio fue ampliado con la adición de nuevas estructuras, que le dieron su distribución actual. El edificio se desarrolla en torno a un pequeño claustro central cuadrado, con adoquines. La fachada principal está dividida en tres partes por marcos de esquina en piedra de Lecce conectados al zócalo de la base y por dos pilastras en el primer piso. Está dividido en dos niveles diferenciados, distinguidos por una banda de cuerdas en relieve sobre la que sobresalen a modo de ménsula tanto el balcón principal como el lateral. El edificio está coronado por una cornisa de piedra de Lecce de forma adecuada en armonía con la perspectiva y las reglas de construcción generalizadas en la arquitectura barroca. 

## Descripción
La fachada que da a via Roma se caracteriza, de manera más que evidente, por diferentes cuerpos estructurales relacionados entre sí por un espacio abierto en el primer piso, que da, interiormente, al claustro cuadrangular. 
Desde el punto de vista arquitectónico, los acabados superiores, caracterizados por la repetición de marcos de piedra de Lecce, parecen ser homogéneos a diferencia de la planta baja que tiene elementos de cierre que dan testimonio de los diferentes momentos de intervención. En cuanto al alzado de via Benedettine, cabe destacar una mayor unidad constructiva con intervenciones diferenciadas sobre todo en lo que se refiere a las reformas de homogeneización. En consonancia con la tipología de las históricas casas señoriales, la entrada presenta un espacio cubierto con bóveda de cañón, comunicando con el claustro abierto al que dan acceso varios espacios de servicio. El desarrollo en dos niveles, aunque presente desde el origen del edificio, se organiza con diferentes fases constructivas: así lo demuestra la presencia de una planta aterrazada caracterizada por diferentes e innumerables cuotas de cubierta para las distintas estancias. Las salas representativas, en el interior del edificio, están enriquecidas por estucos y techos con frescos. 
Palazzo Rovito en 2023 se convierte en el sitio del nuevo diseño de la Biblioteca Comunitaria de Ugento.